# El Carmen de Viboral
El Carmen de Viboral ist eine Gemeinde (municipio) im Departamento Antioquia in Kolumbien.

## Geographie
El Carmen de Viboral liegt in Antioquia, in der Subregion Oriente Antioqueño, auf einer Höhe von 2150 m ü. NN, 56 km von Medellín entfernt. Die Gemeinde grenzt im Norden an El Santuario, Marinilla und Rionegro, im Westen an La Ceja und La Unión, im Süden an Abejorral und Sonsón und im Osten an Cocorná.

## Bevölkerung
Die Gemeinde El Carmen de Viboral hat 64.546 Einwohner, von denen 39.525 im städtischen Teil (cabecera municipal) der Gemeinde leben (Stand: 2022).

## Geschichte
Auf dem Gebiet des heutigen El Carmen de Viboral gab es wahrscheinlich ab 1714 Haciendas. Ab 1752 wurde der Name El Carmen verwendet. Das kirchliche Leben des Ortes begann 1787 mit dem Import eine Heiligenbildes von Unserer Lieben Frau auf dem Berge Karmel aus Quito. Seit 1807 gibt es im Ort eine Kirchengemeinde und seit 1814 ist El Carmen de Viboral eine eigene Verwaltungseinheit.

## Wirtschaft
Die wichtigsten Wirtschaftszweige von El Carmen de Viboral sind Landwirtschaft, Rinder-, Milch- und Geflügelproduktion, Teichwirtschaft und Zierpflanzenbau.

## Bildung
In El Carmen de Viboral befindet sich ein Standort der Universidad de Antioquia. Der Standort wurde 2003 eröffnet.

## Söhne und Töchter der Stadt
- Jorge Alberto Ossa Soto (* 1956), Erzbischof von Nueva Pamplona
- Frank Osorio (* 1988), Radrennfahrer
- Walter Vargas (* 1992), Radrennfahrer
- Nicolás Giraldo (* 1993), Fußballspieler
- Alejandro Osorio (* 1998), Radrennfahrer